# 水冷エンジン
水冷エンジン（すいれいエンジン）とは、液冷エンジンのうち水を主成分とする液体を冷媒として冷却を行うものを指す。水は空気よりも比熱が大きいため空冷エンジンより効率よく冷却を行えるが、冷媒の循環装置を備えるため構造の複雑化とそれによる信頼性低下・価格増・重量増などのデメリットをもつ。

## 解説
燃焼室周囲、すなわちレシプロエンジンの場合はシリンダーブロック、ロータリーエンジンの場合はローターハウジングに、ウォータージャケットと呼ばれる空間を設けて冷却水を通し、燃焼によって発生した熱を奪い過熱を防いでいる。冷却水の経路は、外界と接続せず循環するものと外界に通じ一方通行のものがある。前者の場合、ウォータージャケットで温まった冷却水はラジエーターで外部に熱を放出し、再びウォータージャケットに送られ熱を奪う。後者の場合、エンジンが利用される場所の周囲にある水を吸い上げて冷却に用い、温まった水は放出される。自動車や航空機は前者が多く、船舶ではどちらも用いられる。
機関の運転に最適な温度に保つため、一般的に冷却水の循環経路にサーモスタット弁を設け、水温に応じてラジエーターに向かう（またはラジエーターから戻る）水量を調節している。より効率的にエンジンの冷却を行うため、冷却水は100℃では沸騰しないように加圧されている。また冷却水が凍結すると膨張して配管や部品を破壊する可能性があるため、添加剤が加えられた不凍液とされることが多い。不凍液のうち1年以上の長期間（通年）に渡って利用できるものはロングライフクーラント（LLC）と呼ばれる。
空気よりも比熱（熱容量）が大きい水を利用することで空冷エンジンよりも安定した冷却能力を持ち、冷却水が隔壁となる為にエンジン騒音が外部に響きにくい利点も持つが、冷却水を循環する配管が必要になるため部品点数が増えたり、複雑な構造の部品が必要となったりする。また、冷却水の漏出や減少による故障のリスクを伴う。
通常ウォータージャケットはエンジン製造時に形成されるが、空冷で設計されたエンジンを水冷エンジンに転換する場合は、シリンダーヘッドやシリンダーバレルをウォータージャケットを備えたものに片方または両方を交換したり、クランクケースを含めたシリンダーブロックを新規に設計し直す事が一般的であるが、DIYレベルで製作される空冷転換水冷エンジンでは、空冷エンジンの放熱フィン付きシリンダーの外部から金属板を巻き付けて溶接することでウォータージャケットを形成する例もみられる。

## 歴史

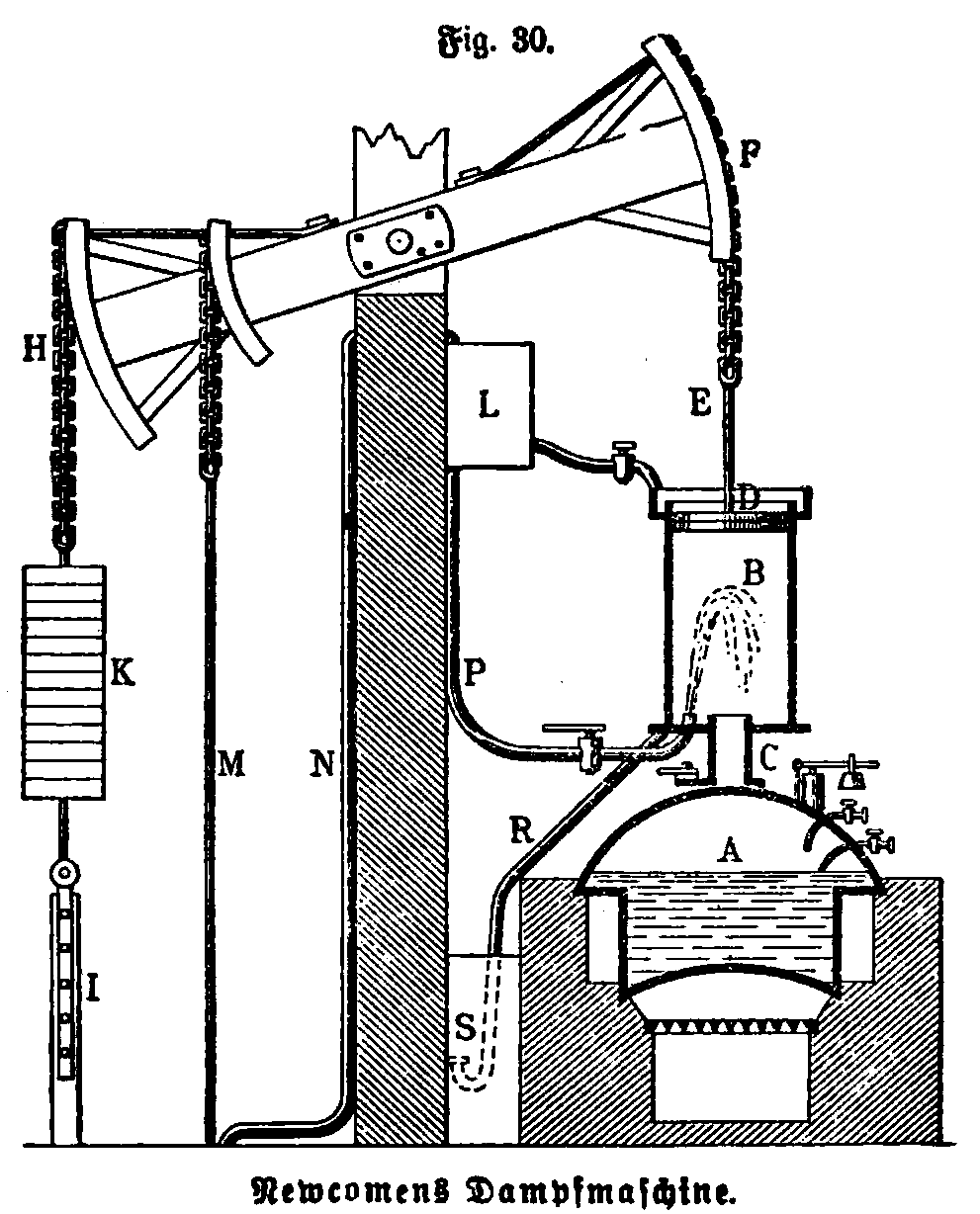
ニューコメンの蒸気機関

熱機関の全体まで視野を広げれば水冷の歴史は古く、「ニューコメンの蒸気機関」の名がある18世紀の大気圧機関において、冷却して水蒸気を凝縮液化し低圧状態を作って大気圧にピストンを押させるために、冷水をその大きなシリンダー内に注水していた。もっとも、後の内燃機関の冷却は熱機関として仕事をするための冷却ではないため、理論的には位置付けが異なったものと言えなくもない。

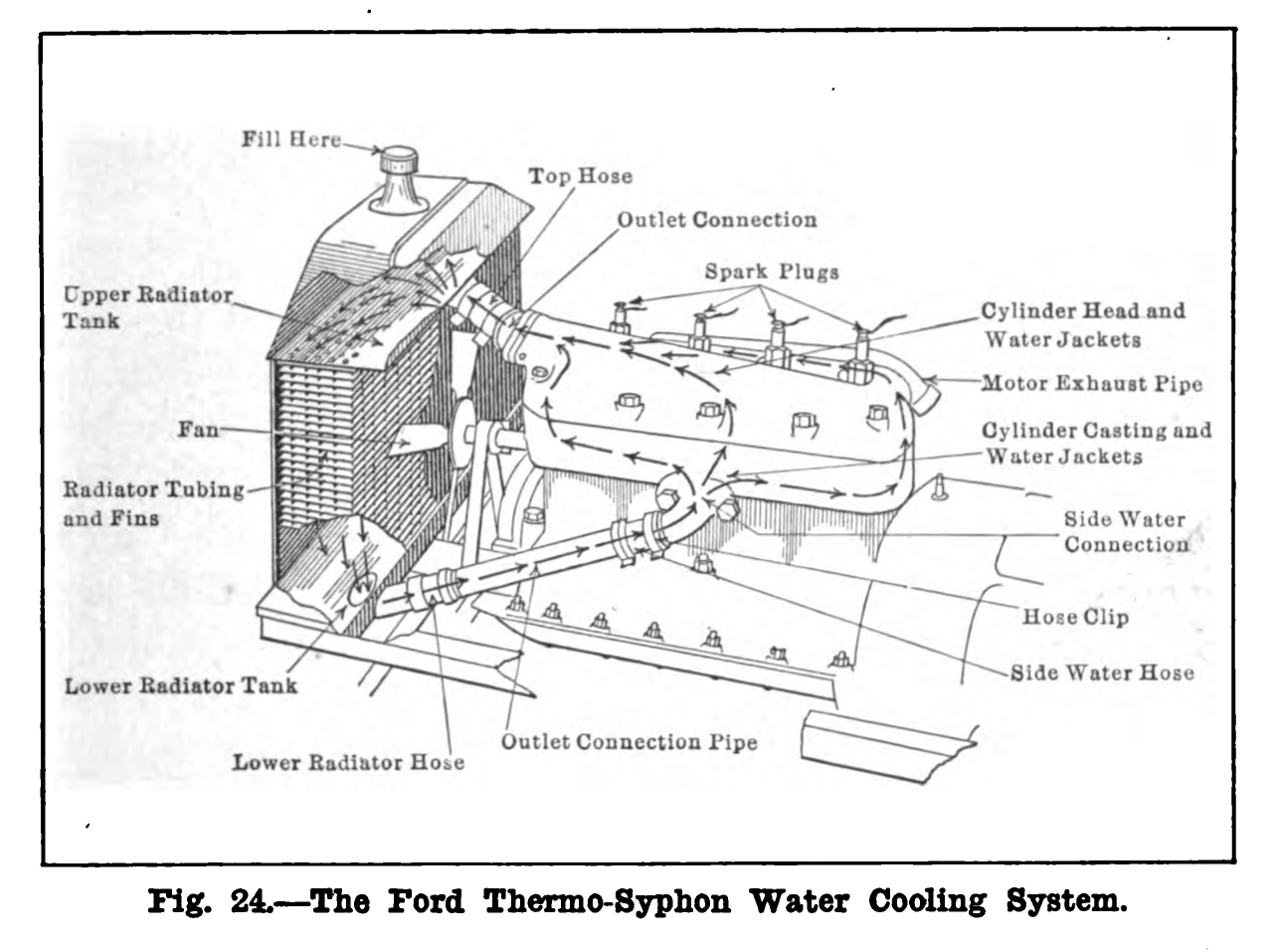
1917年式フォード・モデルTの水冷機構概念図。ウォーターポンプを持たないサーモサイフォン構造である。

空冷エンジンは簡易だが、条件によっては冷却効率が悪く温度管理も難しいため、内燃機関の発達につれて比熱の大きい水を冷却媒体とする手法が考案された。当初の水冷エンジンでは冷却水はエンジンの上に設置された大きな開放水槽に満たされており、その循環は対流に任せるのみ（サーモサイフォン方式）で、冷却水は蒸発して減っていくためその分新しい水を足す構造だった。こうした方式は定置動力用や農業用の小型エンジンなどでは1960年代まで用いられていた。
一方、1890年代ごろから生産されるようになったガソリンエンジンを搭載した自動車では予備水を搭載し常に補水の必要がある開放水槽式は実用的ではなかったことから、より熱交換性に優れたラジエーターを利用して冷却水を循環再使用する方式が考案された。1890年代後半には、冷却フィン（ひれ）を設けたパイプをくねらせた原始的なラジエーターが水冷エンジン自動車に装備されるようになった。

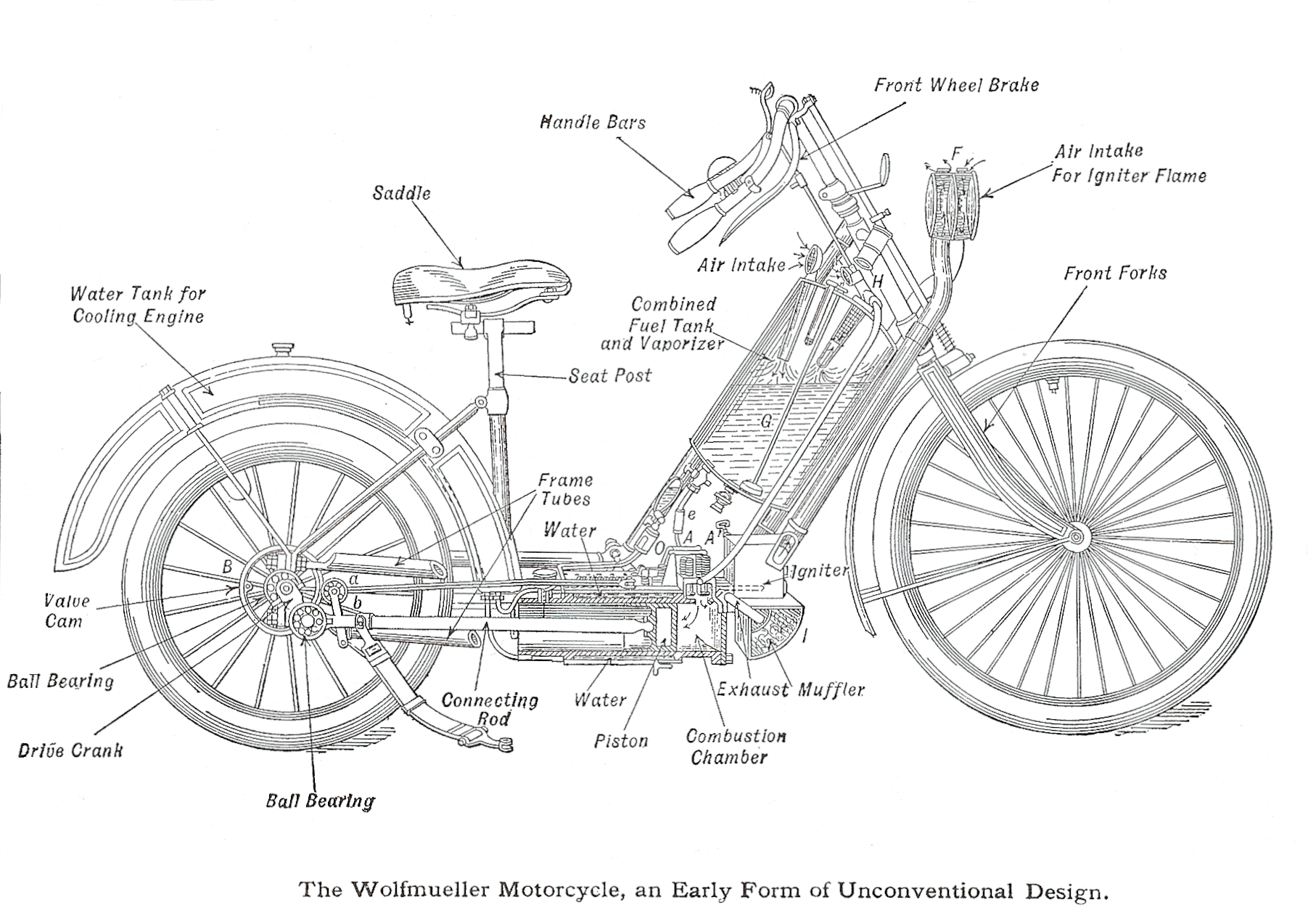
1894年式H&W・モトラッド。後輪のフェンダーが水タンクを兼ねる構造である。

ただし、オートバイの水冷エンジンではラジエーター登場後も水槽冷却が比較的長い時期使われ続け、開放水槽の代わりに密閉された水槽を用いたものもあった。1887年のイギリス人発明家エドワード・バトラーによる三輪オートバイや1892年のドイツのヒルデブラント&ヴォルフミュラーによる世界初の市販オートバイのH&W・モトラッド、1926年から1940年に掛けて製造されたスコット・モーターサイクルのスコット・フライング・スクァーレルなどが採用していた。日本では1962年に生産中止になった井関農機（生産は川崎明発工業(メイハツ)に委託）のヰセキ・タフ50がこの種の水冷システムを採用したオートバイエンジンとしては最後である。サーモサイフォン方式のオートバイ用エンジンは空冷エンジンに比較して製造コストが高価であり、スコット・フライング・スクァーレルを例に取れば同時期の空冷エンジンのロードスポーツと比較して2倍以上の価格差があった。

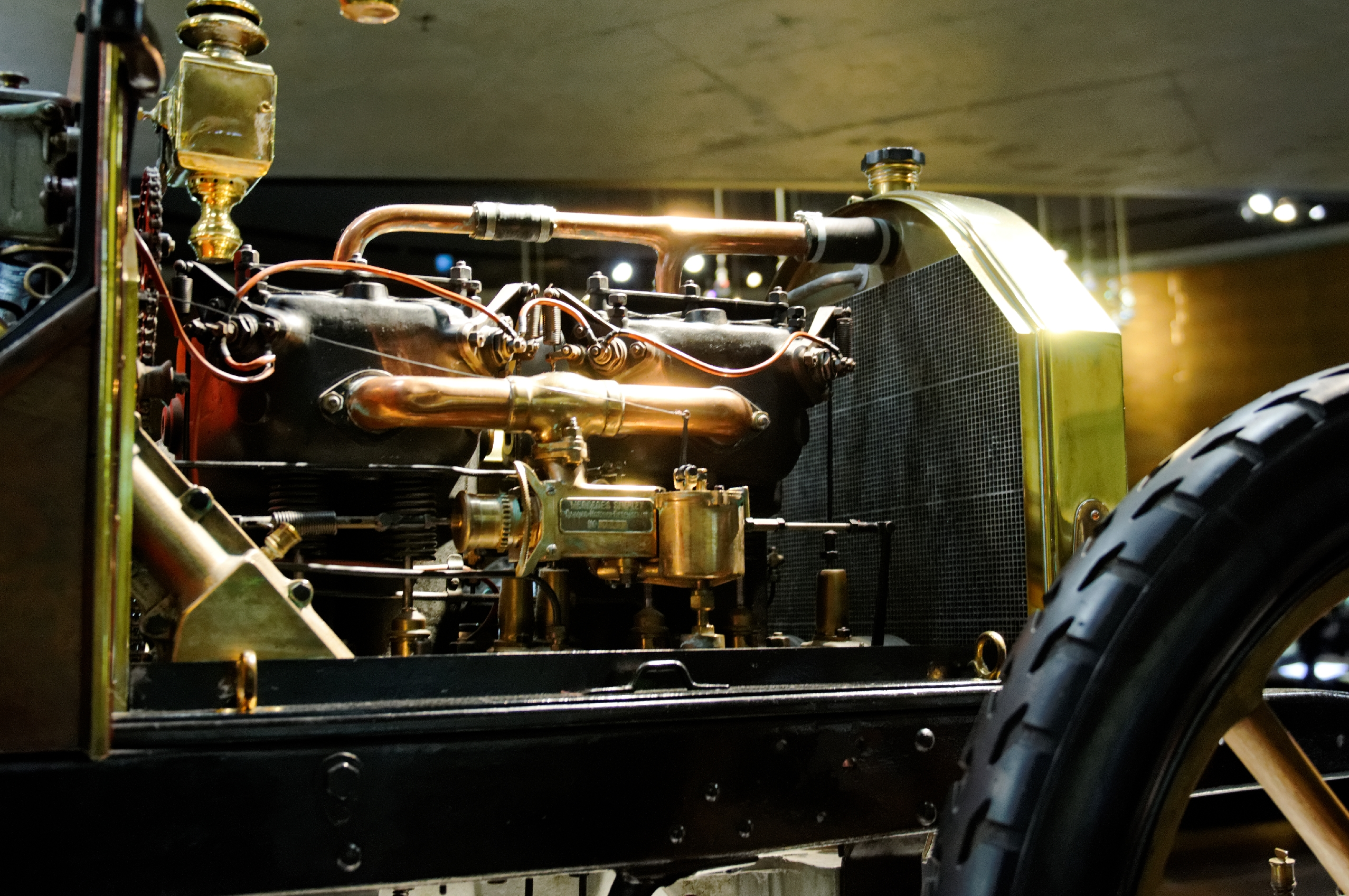
メルセデス・ベンツ・ミュージアム所蔵のメルセデス・35hpのエンジンルーム

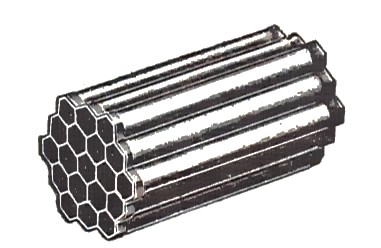
ハニカム・ラジエーターのチューブ(水管)。六角形の穴が空気流路で、管の隙間を冷却水が通り熱交換される。

1897年、カール・ベンツとヴィルヘルム・マイバッハはハニカム構造のラジエーターを発明、1901年のドイツ ダイムラー・モトーレン(現：ダイムラー)が開発した乗用車メルセデス・35hpに採用された。これは細い空気流路で形成された冷却コアを密集させて広い表面積を確保し、高い冷却効率を得るものであった。エンジン動力の一部を利用して冷却ファンを駆動し、ラジエーターの放熱を促進する構造も同時期に普及した。大型エンジンでも効率よく冷却できることから、20世紀初頭には水冷エンジンは自動車や船舶、定置動力用機関に用いられるようになった。一方航空機のレシプロエンジンでは、空冷エンジンに比べると構造が複雑で重いことから水冷エンジンが一般化するのはほかの用途よりも遅かった。航空機の分野においてはハニカム・ラジエーターの空気抵抗が速度を低下させる要因となったことも課題となったため、第一次世界大戦期には胴体や主翼の表面に冷却水を通して機体表面の空気の流れで冷却を図る表面冷却型ラジエーターも開発された。

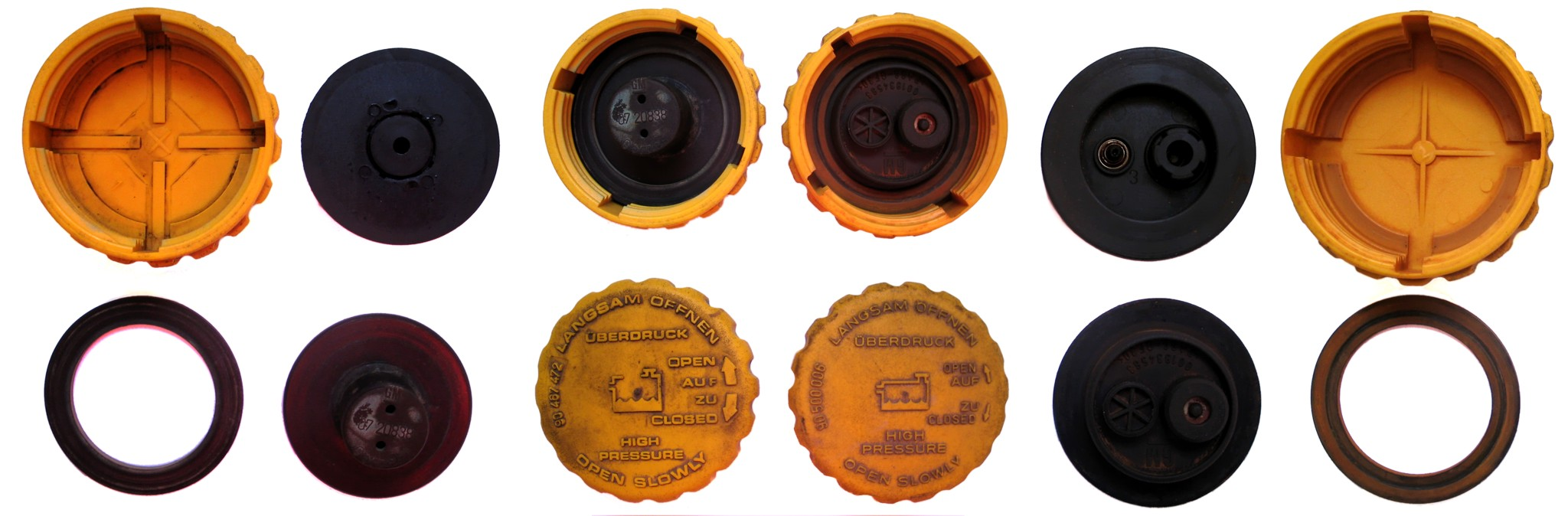
自動車用加圧式水冷システムのラジエーターキャップの一例。蓋の裏側に2個のバルブが付いており、一つは負圧の発生の防止、もう一つが最大圧力の制御を行う。

1913年、冷却水の減少の解決のため、ラジエーターに蒸気の噴出口を設けその配管を予備水のタンクに接続する事で、沸騰の都度新たな冷却水を水冷システム内に吸い込ませる、今日のリザーバータンクの概念とほぼ同じ構造が発明された。その後1930年に、パワーボート用エンジンやモータースポーツ用直列8気筒の開発で名高かったデューセンバーグ兄弟により、沸騰の際に生じた圧力をそのまま水冷システム内に一定圧で保持し続け、水の沸点を高めて熱交換効率を向上させる加圧式水冷システムが考案された。デューセンバーグ兄弟の加圧式水冷システムはリザーバータンクに圧力弁を設ける仕組みであったが、1937年にはゼネラルモーターズによりラジエーターキャップ自体を圧力弁とした、今日とほぼ同じ加圧ラジエーター構造が考案され、加圧式水冷システムがほぼ完成されたものとなった。

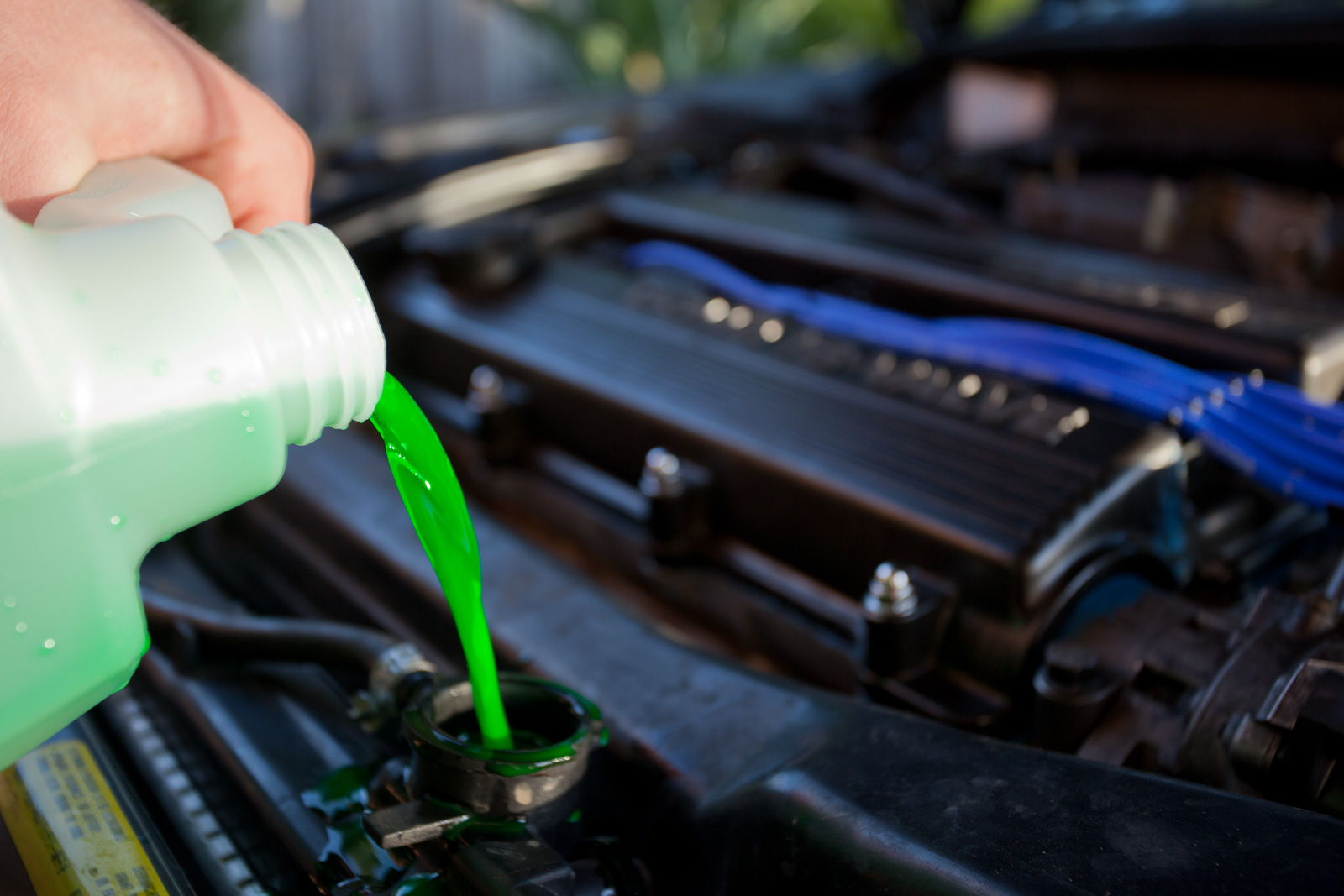
水冷エンジンのラジエーターに注がれるロングライフクーラント(LLC)。LLCには様々な着色がされるが、世界的には澄んだ緑色のLLCが使用される事が多い。

黎明期の水冷エンジンには冷媒に真水が使われていたが、厳寒地では凍結に伴う膨張作用で冷却システムの配管、最悪の場合にはシリンダーヘッドやシリンダーブロックなどエンジン本体すらも破壊しかねない問題を抱えていた。これを避ける為にフリーズプラグと呼ばれる緊急時のみ作動する圧力弁を備えていたが、1910年代よりメチルアルコールを添加する事で冷却水の氷点を下げて冬期でも凍結しにくくする不凍液の概念が生まれた。現代で多用されるエチレングリコールを主成分とする不凍液は1926年に商品化された。
1930年代後半に普及した加圧式水冷システムは不凍液の普及にも大きな貢献を果たした。それまでの非加圧式水冷システムでは不凍液入り冷却水の沸騰が一度でも起こると冷却水内に大量の泡が発生してキャビテーションを起こす可能性が高く、消泡剤での対策にも限界があった為、自動車のオーナーは毎年春先から夏期に掛けて不凍液入り冷却水を真水へと入れ替える面倒な作業を強いられていたが、加圧式水冷システムの採用で冷却水の沸点が向上した事によって不凍液を通年使用しても発泡の問題が発生しにくくなった。

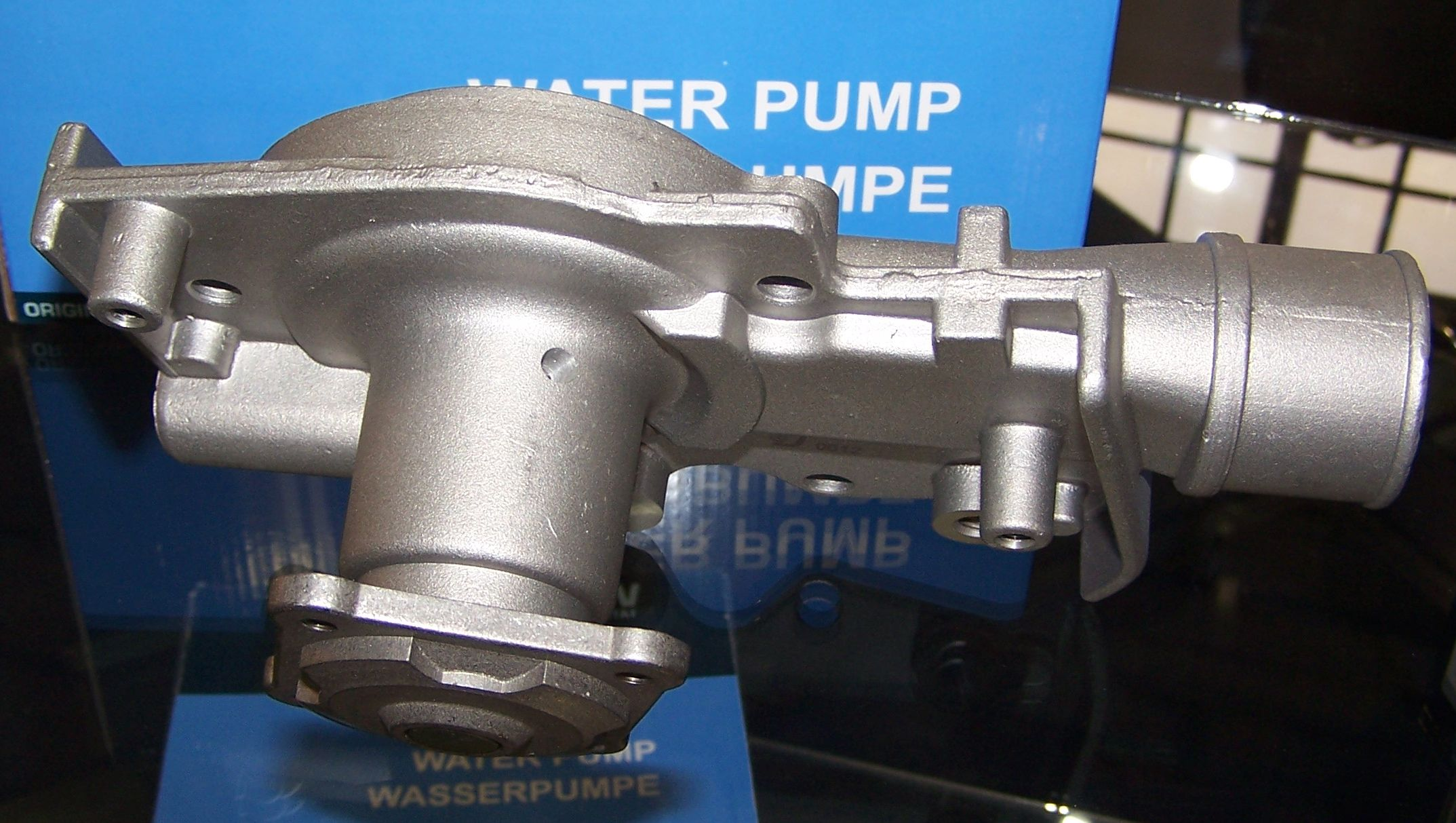
自動車用水冷エンジンのウォーターポンプの一例。

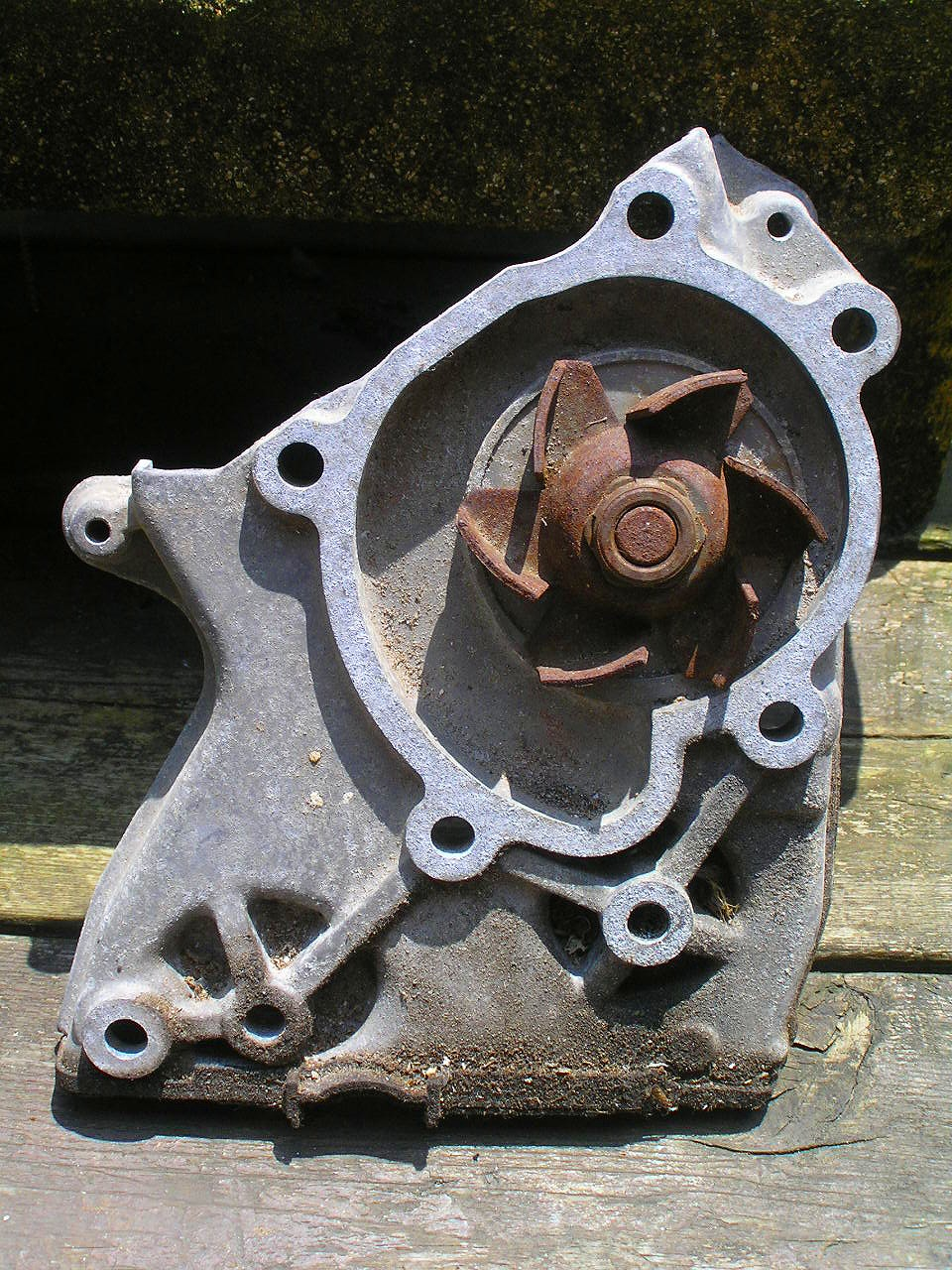
自動車用水冷エンジンのウォーターポンプの一例(マツダ・カペラ用)。

航空用エンジンやオートバイ用エンジンで水冷エンジンの普及が遅れた背景の一つとしては、ウォーターポンプの未成熟が挙げられる。機関の動力を用いて遠心式ポンプを動かし、水を機関内に送り込む構造は蒸気機関の段階で既に実用化されていたが、蒸気機関のウォーターポンプはポンプ羽の回転軸から一定以上漏水を起こすことが避けられないものであった。蒸気機関はもともと大量の水を消費するためウォーターポンプからの多少の漏水はさほど問題にはならなかったが、蒸気機関より遥かに小型の自動車やオートバイ、航空機のエンジンではウォーターポンプからの漏水は冷却能力の低下や喪失によるオーバーヒートと直結する問題であり、1910年代の自動車用水冷エンジンの中にはフォード・モデルTの水冷直列4気筒などのように、信頼性の獲得の為に敢えてウォーターポンプの採用を見合わせ、ラジエーターを用いるサーモサイフォン方式に強制冷却ファンを組み合わせた水冷システムを用いるものも見られる状況であったが、ウォーターポンプを用いないサーモサイフォン方式にしても、外気温やエンジン負荷、走行風の有無など諸条件によりやはり容易にオーバーヒートに至ってしまう欠点があった。このため、水冷エンジンは内燃機関を用いる車両の登場当初から冷却効率の高さは認められていたものの、その後数十年に渡り空冷エンジンや油冷エンジンに比較して、製造コストの高さ以上に信頼性に課題が残る構造であると見做されていた。

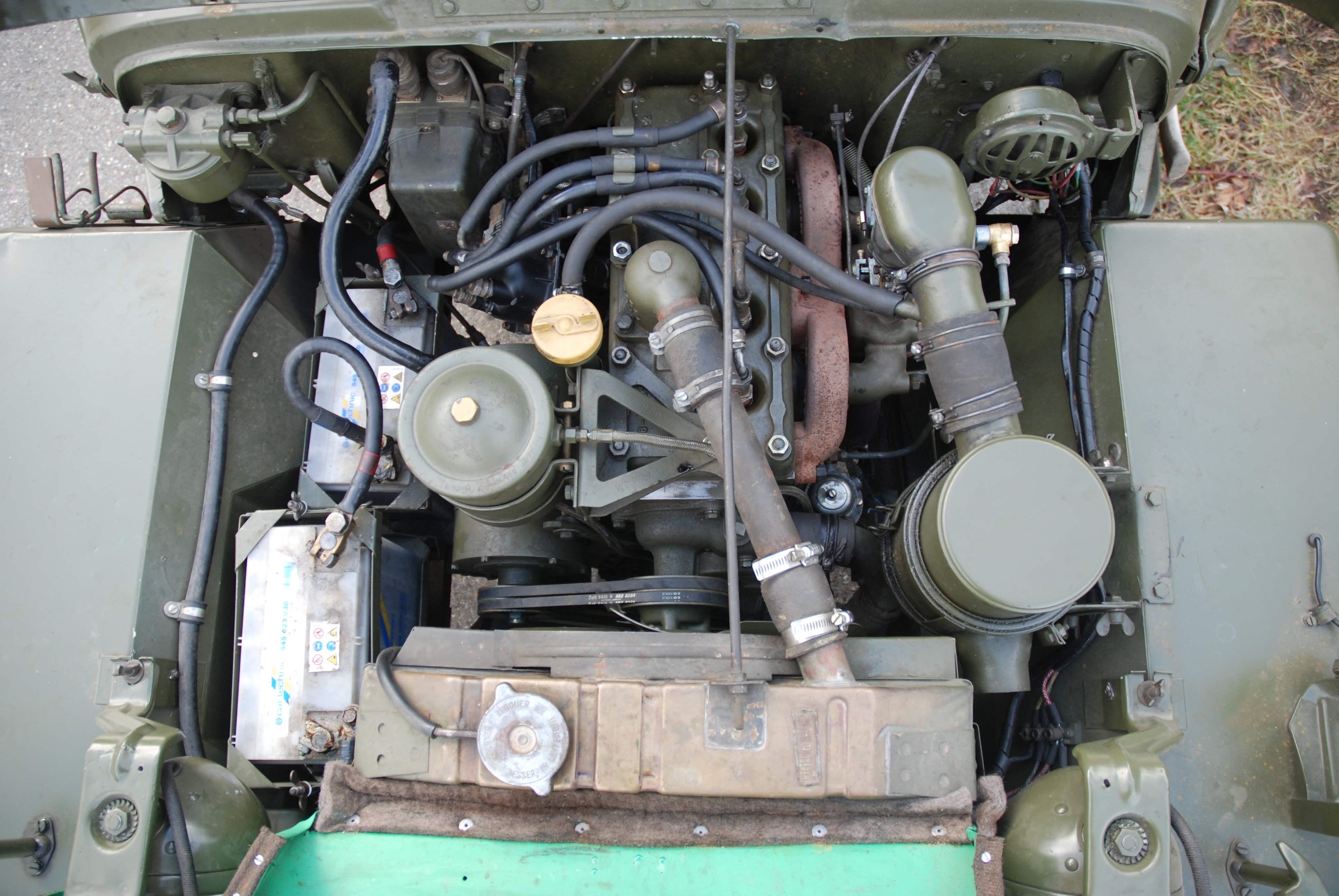
オチキス・M201（ウィリス・MBの戦後ライセンス生産車）のウィリス・ゴーデビル・エンジン。

ウォーターポンプの問題が最終的に解決に向かうのは、水冷エンジン搭載車両の漏水に悩まされていたアメリカ軍が自動車メーカーに「漏水が起こらないウォーターポンプ」の開発を命じたことによる。ウォーターポンプに限らず、流体のポンプ動力軸からの漏れ止めにはメカニカルシールが用いられており、20世紀初めごろより遠心式ポンプや冷凍機など様々な産業機械分野で試行錯誤が重ねられていた。アメリカの自動車メーカーでは1920年代より、船舶のスクリュー軸や蒸気機関のウォーターポンプで実績のあったスタッフィングボックスの構造を応用した、黒鉛製の紐型パッキンを用いるパッキンナット構造のウォーターポンプを採用していたが、1939年にはゼネラルモーターズにより自己潤滑性の高いカーボン製パッキンを用いるウォーターポンプが開発され、1943年には産業機械分野のメカニカルシールで高い実績のあったクレーン・パッキング社にて、ゴム製ベローズ(蛇腹)構造のパッキンを用いたメカニカルシールが発明された。これらがアメリカ軍のジープに採用されたことで、ついに水冷エンジンはウォーターポンプからの漏水の問題を完全に克服することとなる。

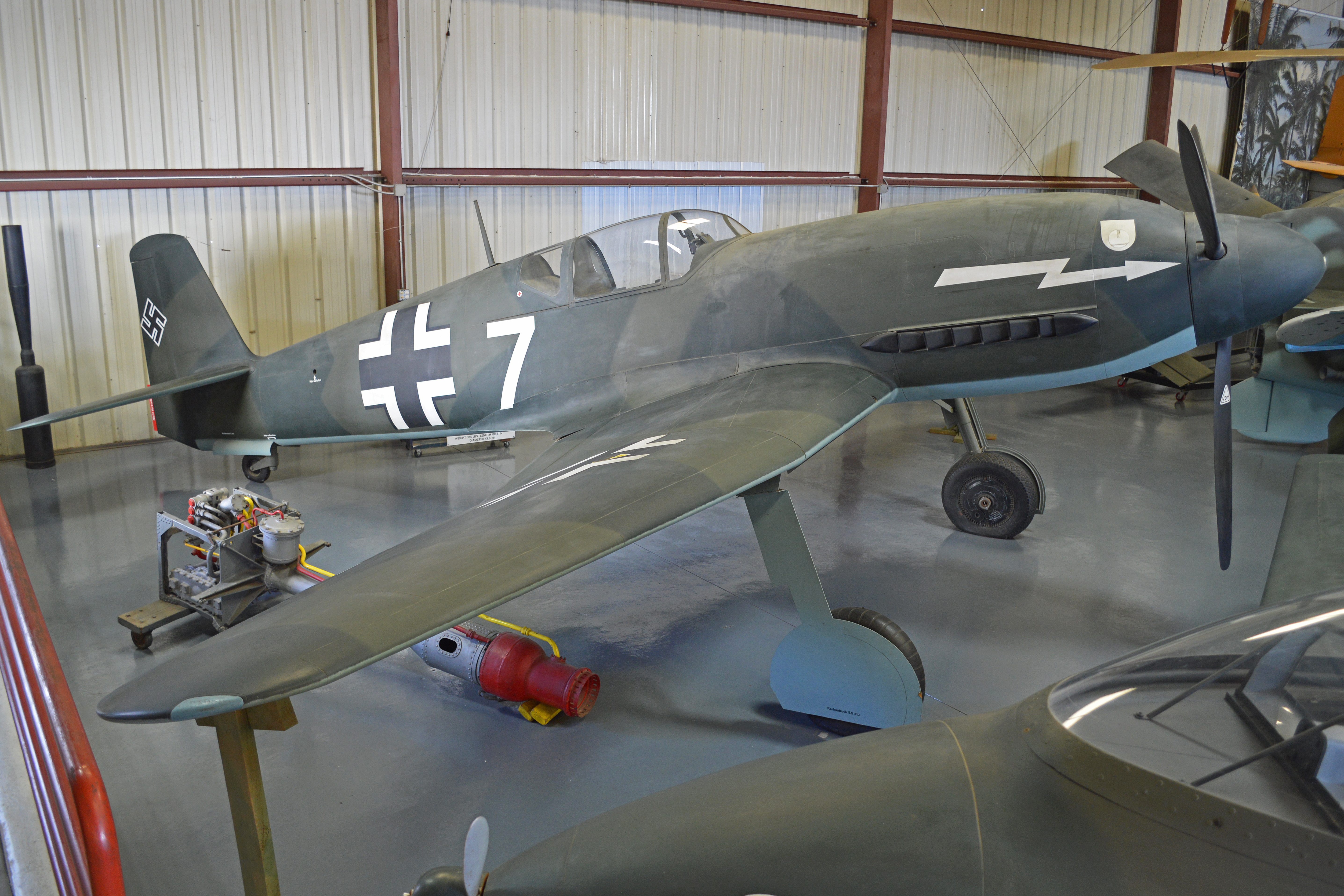
ハインケル He 100

1930年代の航空機用水冷エンジンでは、蒸気を用いる沸騰冷却システムの導入が模索された。少量の水をエンジン内に導入してエンジンの発熱で蒸発させ、ラジエーターで蒸気を水に戻すという構造で、冷却液が液体から気体へ変化する際の気化熱を利用し高い冷却作用が期待できる。沸騰冷却システムはそれまでも航空機で利用されていた表面冷却ラジエーターと組み合わせられ、空気抵抗を低減して飛行速度を向上する方策として研究されたものの、イギリスのロールス・ロイス ゴスホーク、ドイツのHe 119やHe 100などのいずれも複数のウォーターポンプを用いる複雑な構造、機体表面に僅かに被弾しただけでも冷却性が損なわれる表面冷却ラジエーターの構造上の脆弱さが問題となり、何よりも大量生産が困難だった事から結局実用化はされなかった。その後、航空機用レシプロエンジンでは自動車から発展した加圧式水冷システムが主流となる。

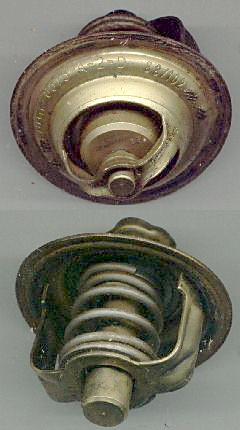
単独弁式のワックス式サーモスタットの一例。水冷エンジンの排水口側にサーモスタットが設けられる出口制御に用いられる。

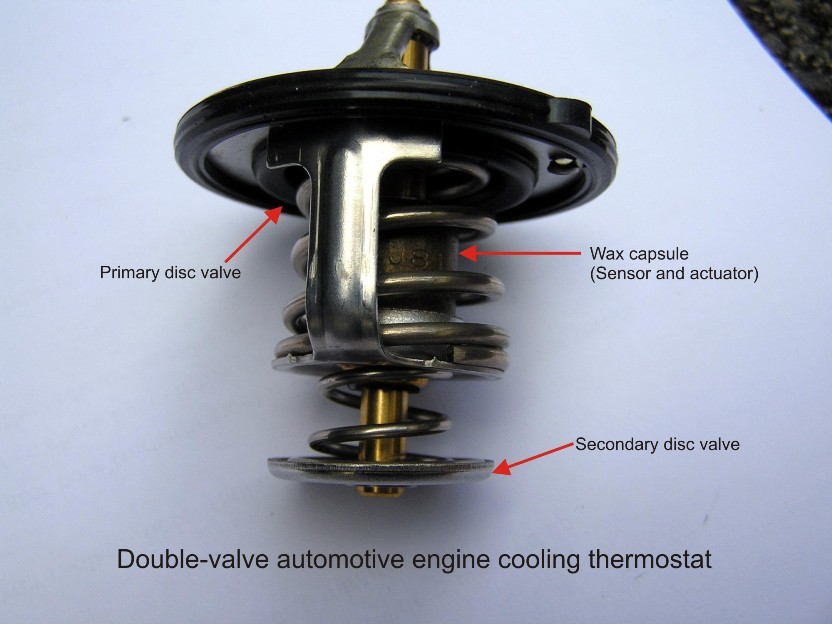
二重弁式のワックス式サーモスタットの一例。水冷エンジンの取水口側にサーモスタットが設けられる入口制御に用いられる。入口制御は出口制御に比べ水温変動がより小さく、動作温度を最適に保つのに適する。

第二次世界大戦後、多くの国の内燃機関では空冷エンジンから水冷エンジンへの移行が進んだ。水冷エンジンではカーヒーターの実装が、空冷エンジンに燃焼式ヒーターを装備するのに比べて遙かに合理的で、安全性が高かった事もその普及を後押しした。西ドイツのポルシェや日本の本田技研工業などは戦後も空冷エンジン搭載車の開発を続けていたが、こうした取り組みが最終的に非主流となっていく決定打は1970年代の石油危機に端を発する自動車排出ガス規制やCAFEといった燃費規制への対応であった。三元触媒をはじめとする排出ガス対策機器は、エンジン内を最適な動作温度に保つ事が不可欠であるが、水冷エンジンは1936年にワックス式サーモスタットが発明された事により、この問題を空冷エンジンより遙かに早い段階で克服しており、この時期を境にオートバイを除く殆どの乗り物用内燃機関で水冷エンジンへの移行が進んでいった。オートバイの種類の中では、クルーザー型にみられるような「米国における伝統的観念」という心理的障壁による商品化の困難さを除いては、その走行条件の激しさや要求性能の厳しさから最も水冷化が困難とされていたモトクロッサーで水冷エンジンが普及したのは、ヤマハ発動機が1981年に発表したヤマハ・YZ125以降であった。
ラジエーターに冷却風を供給する冷却ファンは、縦置きエンジンの場合には伝統的にクランクシャフトの駆動力を用いてファンを回転させる構造が採られる事が多く、ウォーターポンプを用いた強制循環方式が普及する1930年代以降は、ウォーターポンプの駆動軸にファンが取り付けられる方式が主流となった。冷却ファンは1960年代まではラジエーターの水温に関わらず常時回転し続ける強制冷却ファンの体裁を取る事が多かったが、風切り羽根の空気抵抗による駆動力の損失が避けられなかった事から、1970年代以降は冷却ファンの駆動損失を低減させる様々な方式が考案された。
1969年、トーマス・J・ウィアーにより粘性流体を用いた流体継手の概念を応用したファンクラッチが発明され、この流体継手方式を下敷きに1970年代に周辺温度、回転速度、トルクなど様々な条件で断続を可変させる方式が考案されたが、最終的には1976年にカミンズが開発したシリコンオイルを流体に用いたビスカスカップリング方式が主流となった。前輪駆動に採用例の多い横置きエンジンでは、クランクシャフトが車体正面に対して平行となる為、この組み合わせ(エンジンと変速機を並列配置するイシゴニス方式)を最初に普及させた1959年のミニ (BMC)の場合、ラジエーターをエンジンの右側面に縦置きするという導風効率の悪いレイアウトを採らざるを得ず、1965年登場のプジョー・204ではベルトドライブを90度曲げてでも車体正面にラジエーターと冷却ファンを配置するという強引な手法が用いられた程であったが、エンジンと変速機を直列配置するジアコーサ方式を採用した1969年のフィアット・128では電動機を用いた冷却ファンが採用され、駆動損失の解消と冷却効率の向上を両立、その後の前輪駆動車では電動冷却ファンの採用が一般的となった。
なお、ウォーターポンプは一般的にVベルトを用いたベルトドライブでクランクシャフトから動力伝達が行われる為、エンジンの駆動力を直接的には利用しない電動式の冷却ファンが主流となった2020年代現在でも、エンジンの補機ベルトは俗にファンベルトと呼ばれる事が多い。

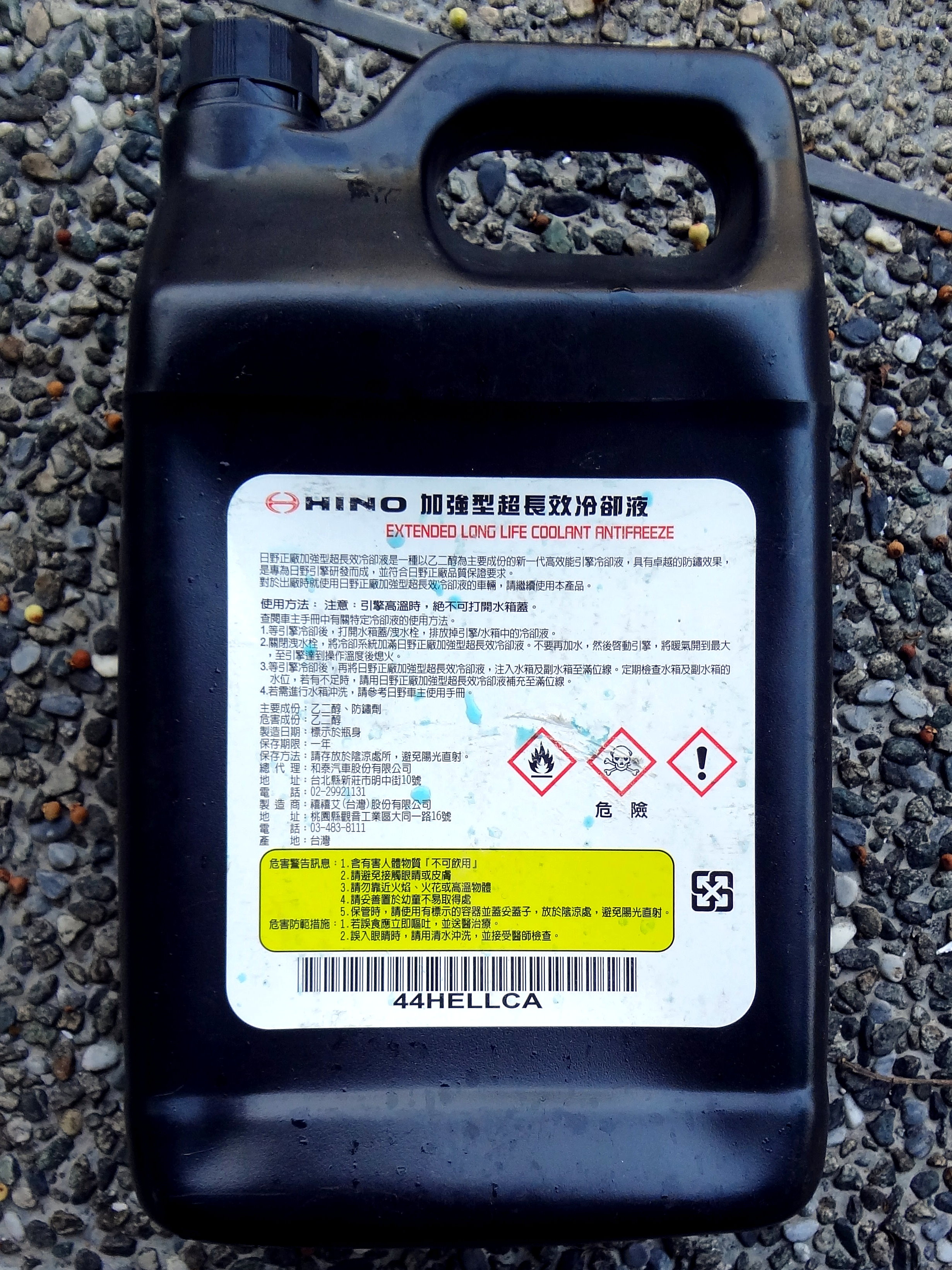
日野自動車が台湾の和泰汽車向けに供給するスーパーLLC。この製品は青色の着色がされている。

20世紀後半の1960年代以降は、ロングライフクーラント（LLC）と呼ばれる気温の高い時期を含む長期間の利用が可能な不凍液が普及した。LLCはエチレングリコールのほかに、防錆剤や消泡剤などを混合することで冷却水路内部の劣化を防止し、最低でも2年から4年程度の無交換を許容するメンテナンスフリー（冷却水の長期無交換と冷却系の保護）を狙ったものであり、真水の硬度などの諸成分が異なる各国の事情に合わせて、様々な添加剤が用いられてきた。しかし、1977年にLLC中に防錆剤として添加されていたアミンと亜硝酸塩の化学反応により発癌性物質を形成する事が明らかとなり、それ以降は有機酸やノンアミンのLLCの開発が進められ、1990年代後半にはPRTR制度の施行に伴い、2008年にエチレングリコールが同制度の指定から解除されるまでは同制度に非該当であったプロピレングリコールの採用が環境対策として一時的に広がり、2000年代以降は両成分を主体に交換周期を8年から10年まで大幅に向上させた長寿命LLCの普及も進められている。